# Yetialtica pindapoyensis
Yetialtica pindapoyensis es una especie de insecto coleóptero de la familia Chrysomelidae. Fue descrita en 1998 por Cabrera.